# Johan Blomstrand
Johan Blomstrand, född den 12 juni 1788 i Bergunda socken, Kronobergs län, död den 30 juni 1830 i Växjö, var en svensk skolman. Han var far till Anders, Fredrik Theodor och Christian Wilhelm Blomstrand.
Bondsonen Blomstrand kallade sig först, efter sin födelsesocken, Berggren men ändrade senare efternamnet till Blomstrand efter Blommagården i grannsocknen Öja, där han vuxit upp. Han blev 1812 docent i latin vid Lunds universitet samt 1816 extra ordinarie adjunkt där i österländska språk och 1817 lektor vid Växjö gymnasium samt var 1820−1821, 1824−1825 och 1829−1830 rektor vid samma läroverk. Blomstrand var känd som en man av djupt allvar och ovanligt grundliga kunskaper samt som en skicklig lärare. Han karakteriserades av Esaias Tegnér, i vars domkapitel han satt, med orden: "det låg i hans yttre någonting tungt, trögt och orörligt, men där bodde en djup, en forskande ande under dessa vardagliga former".